# Oumar Solet
Oumar Mickael Solet Bowawoko (Melun, 7 de febrer de 2000) és un futbolista francés que juga com a defensa central per l'Udinese Calcio.
Anteriorment havia jugat per l'Olympique de Lió i pel Red Bull Salzburg. Solet va ser part de la selecció francesa sub17 del mundial de 2017.